# Точковмісна топологія
Нехай X — непорожня множина і {\displaystyle \tau =\{\varnothing ,A\subset X\mid p\in A\}}, де {\displaystyle p\in X} — фіксована точка. Тоді τ є топологією на X, яка називається точковмісною.

### Властивості
- Кожна точка простору Х, відмінна від p, є граничною точкою множини {p}.
- Замикання довільної відкритої непорожньої множини дорівнює Х.
- Внутрішність довільної замкненої непорожньої множини, відмінної від Х, є порожньою.
- Підпростір Х\{p} простору Х є дискретним.
- X є {\displaystyle T_{0}}-простором. Якщо {\displaystyle |X|\geqslant 3}, то X не є {\displaystyle T_{i}}-простором, i=1,2,3,4,5. Коли {\displaystyle |X|=2}, X є {\displaystyle T_{4}} і {\displaystyle T_{5}}-простором, але не є {\displaystyle T_{1}}, {\displaystyle T_{2}} і {\displaystyle T_{3}}-простором. Якщо {\displaystyle |X|=1}, то X є {\displaystyle T_{i}}-простором, i=1,2,3,4,5.
- Х компактний (ліндельофів) тоді й лише тоді, коли X скінченний (не більш ніж зліченний).
- X є сепарабальним простором. Але коли Х є незліченним, підпростір Х\{p} не є сепарабельним.
- Х задовольняє першу аксіому зліченності. Х задовольняє другу аксіому зліченності тоді і тільки тоді, коли Х є не більш ніж зліченним.
- Дві різні точковмісні топології на Х гомеоморфні, але не порівнювані.
- Х є розсіяним простором.
- Х є гіперзв'язним просторм.
- Якщо {\displaystyle |X|\geqslant 3}, то Х не ультразв'язний.
- Х не є слабко зліченно компактним.
- Х є псевдокомпактним.
- Х є лінійно зв'язним і локально лінійно зв'язним, але не дугово зв'язний.
- Х є локально компактним топологічним простором. Х є сильно локально компактний тоді і тільки тоді, коли Х є скінченним.
- Х є простором другої категорії.